# Granchio d'acqua dolce

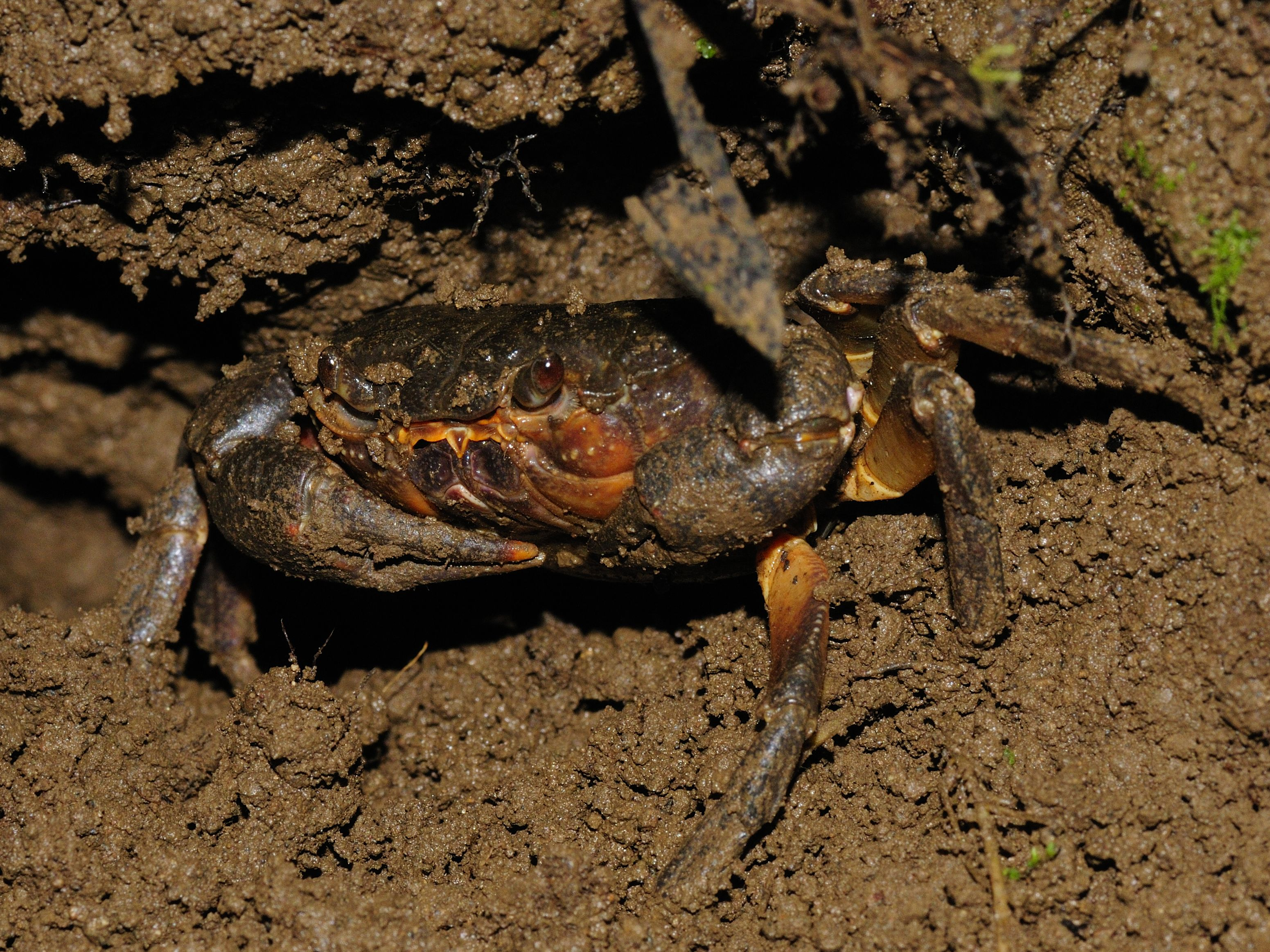
Potamon ibericum (Potamidae) in Georgia

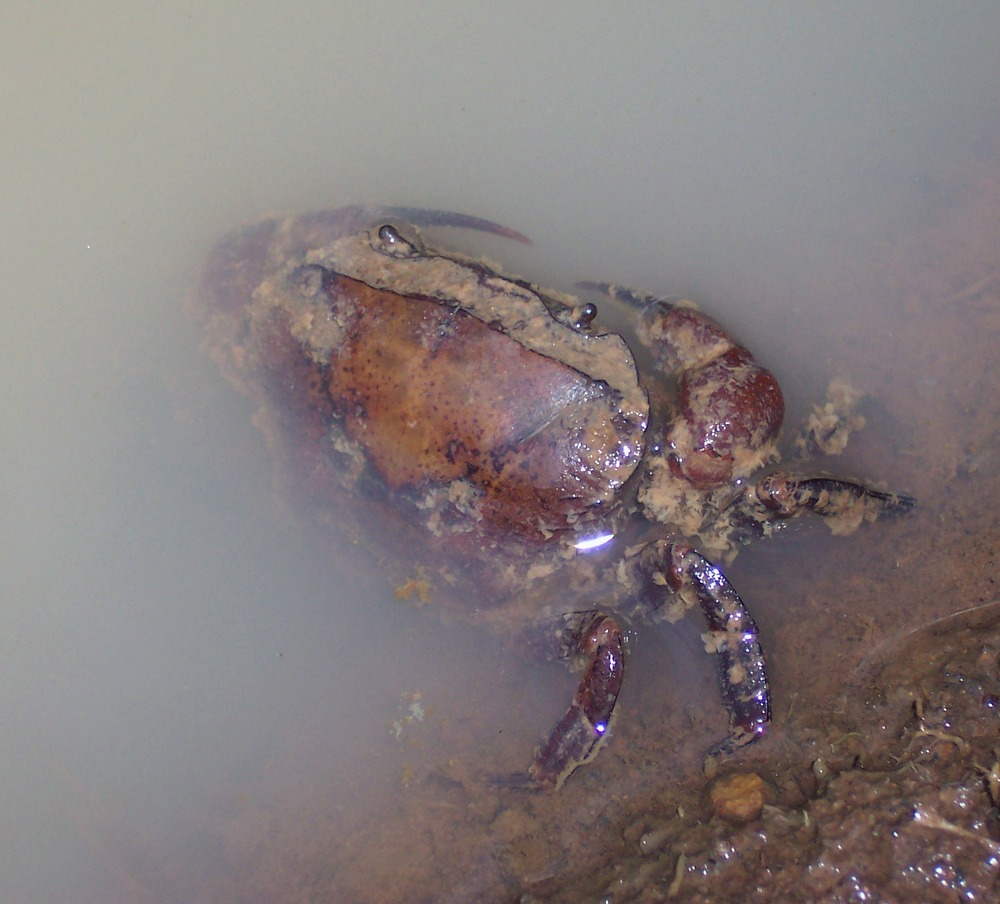
Parathelphusa convexa (Paratelphusidae) in Indonesia

I granchi d'acqua dolce si suddividono in circa 1300 specie distribuite tra i tropici e i subtropici, suddivise in otto famiglie. A differenza dei granchi marini, che rilasciano migliaia di larve planctoniche, mostrano uno sviluppo diretto congiuntamente a cure materne su un piccolo numero di prole. Questo limita la capacità di dispersione dei granchi d'acqua dolce, che tendono a essere endemici in piccole aree; di conseguenza, una grande percentuale è a rischio di estinzione .

## Sistematica
Sono note più di 1 300 specie di granchi d'acqua dolce su un totale di 6 700 specie di granchi in tutti gli ambienti. Si pensa che il numero totale di specie di granchi d'acqua dolce, comprese le specie non descritte, sia fino al 65% più alto, potenzialmente fino a 2 155 specie, sebbene la maggior parte delle specie aggiuntive siano attualmente sconosciute alla scienza. Questi appartengono a otto famiglie, ciascuna con una distribuzione limitata, sebbene vari granchi di altre famiglie siano in grado di tollerare anche le condizioni di acqua dolce (eurialini) o siano secondariamente adattati all'acqua dolce. Le relazioni filogenetiche tra queste famiglie sono ancora oggetto di dibattito, quindi non si sa quante volte lo stile di vita dell'acqua dolce si sia evoluto tra i veri granchi.
Le otto famiglie sono:
Superfamiglia Trichodactyloidea
- Trichodactylidae (America centrale e America meridionale)

Superfamiglia Potamoidea

- Potamidae (Bacino del Mediterraneo e Asia)
- Potamonautidae (Africa, incluso il Madagascar)
- Deckeniidae (Africa orientale e Seychelles) – considerati anche parte dei Potamonautidae
- Platythelphusidae (Africa orientale) – considerati anche parte dei Potamonautidae

Superfamiglia Gecarcinucoidea
- Gecarcinucidae (Asia)
- Parathelphusidae (Asia e Australasia) – oggigiorno trattato come sinonimo junior di Gecarcinucidae

Superfamiglia Pseudothelphusoidea

- Pseudothelphusidae (America centrale e America meridionale)

La documentazione fossile degli organismi d'acqua dolce è in genere scarsa, quindi sono stati trovati pochi fossili di granchi d'acqua dolce. Il più antico è Tanzanonautes tuerkayi, dell'Oligocene nell'Africa orientale, e l'evoluzione dei granchi d'acqua dolce è probabilmente successiva alla disgregazione del supercontinente Gondwana.

Anche i membri della famiglia Aeglidae e Clibanarius fonticola sono limitati all'acqua dolce, ma questi crostacei "simili a granchi" sono in realtà membri dell'infraordine Anomura (i veri granchi sono Brachyura).

## Descrizione e ciclo di vita

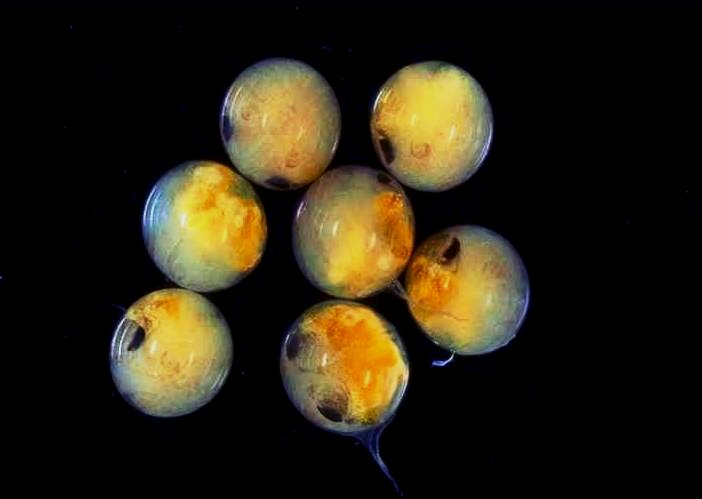
Uova di Potamon fluviatile contenenti granchi giovani completamente formati

La morfologia esterna dei granchi d'acqua dolce varia molto poco, quindi la forma del gonopode (prima appendice addominale, modificata per l'inseminazione) è di fondamentale importanza per la classificazione. Lo sviluppo dei granchi d'acqua dolce è diretto dove, al momento della schiusa delle uova, i piccoli appaiono come adulti in miniatura, già formati, mancando gli stadi larvali (che vengono attraversati all'interno dell'uovo). Le covate comprendono solo poche centinaia di uova, rispetto alle centinaia di migliaia dei granchi marini, ognuna delle quali è piuttosto grande, con un diametro di circa 1 mm (0,04 in).
La colonizzazione dell'acqua dolce ha richiesto ai granchi di alterare il loro equilibrio idrico; difatti, essi possono riassorbire il sale dalla loro urina e adottano vari adattamenti per ridurre le perdita di acqua, mentre per respirare l'aria essi si servono di branchie. Questi sviluppi hanno preadattato i granchi alla vita terrestre, sebbene i granchi d'acqua dolce debbano tornare periodicamente in acqua per espellere l'ammoniaca.

## Ecologia e conservazione
I granchi d'acqua dolce si trovano in tutte le regioni tropicali e subtropicali del mondo, vivendo in una vasta gamma di specchi d'acqua, dai fiumi a corso rapido alle paludi, così come nei tronchi degli alberi o nelle grotte. Sono principalmente notturni, dunque emergono per nutrirsi di notte; la maggior parte sono onnivori, anche se un piccolo numero sono predatori specializzati, come il Platythelphusa armata del lago Tanganica che si nutre quasi esclusivamente di lumache. Alcune specie forniscono importanti fonti di cibo per vari vertebrati: un certo numero di granchi d'acqua dolce (ad esempio del genere Nanhaipotamon) sono ospiti secondari di trematodi del genere Paragonimus, che causa la paragonimiasi negli esseri umani.
La maggior parte delle specie sono endemiche ristrette, ovvero presenti solo in una piccola area geografica. Ciò è almeno in parte attribuibile alla loro scarsa capacità di dispersione e alla bassa fecondità, oltre che alla frammentazione dell'habitat causata dalla popolazione umana mondiale. Nell'Africa occidentale, le specie che vivono nelle savane hanno areali più ampi rispetto alle specie della foresta pluviale; nell'Africa orientale invece, le specie delle montagne hanno distribuzioni ristrette, mentre le specie di pianura sono più diffuse.
Ogni specie di granchio d'acqua dolce descritta finora è stata valutata dall'Unione Internazionale per la Conservazione della Natura; delle specie per le quali sono disponibili dati, il 32% è minacciato di estinzione. Ad esempio, delle 50 specie di granchio d'acqua dolce dello Sri Lanka, 49 sono endemiche di quel paese e più della metà sono in grave pericolo di estinzione.